# Epipactis heterogama
Epipactis heterogama är en orkidéart som beskrevs av M.Bayer. Epipactis heterogama ingår i släktet knipprötter, och familjen orkidéer. Inga underarter finns listade i Catalogue of Life.